# イーストエンド (ケイマン諸島)
イーストエンド（East End）はケイマン諸島にある村および地区 。グランドケイマン島の南東岸に位置し、2018年現在の人口は2,395人である。